# Arad Dabiri
Arad Dabiri (* 1997 in Wien) ist ein österreichischer Schriftsteller.

## Leben
Arad Dabiri begann ein Studium der Vergleichenden Literaturwissenschaft an der Universität Wien. Seine Texte und Stückauszüge wurden unter anderem in Theater- und Literaturmagazinen sowie Anthologien veröffentlicht.
Für seinen im März 2023 im Septime Verlag veröffentlichten Debüt-Roman Drama wurde er im Rahmen der Verleihung des Österreichischen Buchpreises 2023 mit dem mit 10.000 Euro dotierten Debütpreis ausgezeichnet. Darin kehrt der Ich-Erzähler für eine Abendeinladung für 24 Stunden aus Berlin nach Wien zurück. Außerdem war er damit für den Franz-Tumler-Literaturpreis nominiert. Bei der Wahl zum Buch des Jahres 2023 von FM4 wurde Drama auf den fünften Platz gewählt.

## Publikationen (Auswahl)
- Drama, Roman. Septime Verlag, Wien 2023, ISBN 978-3-99120-022-2.
- DRUCK!, Theaterstück. Wiener Wortstaetten, Wien 2023, ISBN 978-3-9505446-1-9
- GLORIA!, Roman. Korbinian, Berlin 2024, ISBN 978-3-9824602-6-0

## Auszeichnungen und Nominierungen
- 2023: Debütpreis des Österreichischen Buchpreises für Drama[3]
- 2023: Nominierung für den Franz-Tumler-Literaturpreis mit Drama[4][6]
- 2024: Heidelberger Stückemarkt: Auszeichnung mit dem AutorenPreis des Heidelberger Stückemarkts für DRUCK![7][8]